# برویک بی (کشتی)
برویک بی (کشتی) (به انگلیسی: Berwick Bay (ship)) یک کشتی بود.